# Batalla de Azaz (2012)
La batalla de Azaz fue una batalla entre el ejército sirio y el Ejército Sirio Libre por el control de la ciudad de Azaz, al norte de Alepo, en la Guerra Civil Siria.

## Primera Ofensiva
El 6 de marzo, el rebelde Ejército Sirio Libre había tomado el control de las ciudades al norte de Alepo y atacaban Azaz. Deserciones posteriores, del Ejército sirio, tras una campaña en la región del Gran Aleppo contra los activistas antigubernamentales, llevó a la ciudad convirtiéndose en un campo de batalla entre el ejército sirio y el Ejército Sirio Libre, formado por desertores y civiles armados a finales de marzo de 2012. Tres soldados murieron por la FSA en los combates en marzo. El 23 de mayo, el gobierno lanzó un asalto a Azaz. A medida que sus columnas blindadas se acercó a la ciudad desde el oeste con el apoyo de helicópteros y artillería, se encontraron con la resistencia rebelde rígido de las fuerzas combinadas de Ahrar alShamal Brigada y el Batallón de Muthanna ibn Haritha. Durante los próximos tres días, las fuerzas del régimen trató de tomar control rebelde barrios. En la noche del 26 de mayo, los rebeldes empujó el régimen fuera de la ciudad, destruyendo cinco vehículos blindados en el proceso.

### Segunda Ofensiva
A principios de julio, el régimen de Assad comenzó su segunda operación de gran ofensiva en el norte de Alepo. Una vez más, el objetivo de esta ofensiva era Azaz, que el régimen comenzó a pagar el 2 de julio. Una semana más tarde, el Observatorio Sirio de Derechos Humanos informó de fuertes enfrentamientos en varios barrios de la ciudad. La lucha por la Azaz continuó hasta el 19 de julio cuando los grupos rebeldes finalmente restablecido el control de la ciudad. El régimen se retiraron a Minnakh la Base Aérea, que se mantuvo en funcionamiento. El 23 de julio, se confirmó que la FSA había tomado finalmente el control de Azaz. Ellos dijeron que 17 tanques del gobierno habían sido destruidos y capturó a uno, aunque un periodista en el área contada 7 tanques destruidos. 
No hay evidencia de video de la batalla en sí para explicar el mecanismo del éxito de los rebeldes contra la armadura de régimen en esta batalla. Sin embargo, un número de factores que pueden haber contribuido a su éxito. Una cuenta de los enfrentamientos indica que los rebeldes utilizan granadas propulsadas por cohetes contra los tanques. Si este es el caso, entonces rebeldes en Azaz han cultivado sustancial antiarmor táctico competencia. Juegos de rol no son normalmente capaces de penetrar la gruesa armadura de los tanques de batalla principal. Como habría tenido que utilizar tácticas complejas, con cuidado empleando sus armaduras anti-activos para conseguir una movilidad mata antes de golpear contra los puntos débiles en la armadura de los tanques. La misma cuenta también señala los errores de régimen en el empleo de sus tanques, y explicó que el régimen posicionado sus elementos blindados en un patio que rodea la mezquita, apuntando sus armas hacia el exterior a la ciudad en una posición defensiva sin apoyo de infantería aparte de francotirador sobre- ver desde el interior de la mezquita.
También es crítico para el éxito de los rebeldes fue la cantidad de munición que poseían. Gracias a la proximidad de Azaz a la frontera turca, los rebeldes allí podría fácilmente tener acceso a armas, municiones y refuerzos a través del cruce de la frontera Kilis. La Brigada Tawhid declara recibir el apoyo de Estados extranjeros. Un portavoz de la Brigada Tawhid en Azaz con el nombre de Abdulaziz Salama informó recientemente de que la brigada recibió unas 700 rondas de RPG, fusiles, 300 y 3.000 granadas en dos envíos coordinados por los EE. UU. y Turquía. 